# The Young Warriors (film)
The Young Warriors (Tinerii Războinici) este un film de război filmat în 1967 de Universal Pictures, bazat pe romanul din 1960 al lui Richard Matheson, Beardless Warriors⁠(d) (Războinicii fără barbă), care a fost titlul de lucru al filmului. Romanul a fost inspirat din experiențele proprii ale lui Matheson ca infanterist la vârstă de 18 ani în Divizia a 87-a Infanterie în Germania în Al Doilea Război Mondial. Filmul a fost regizat de John Peyser, cu actorii James Drury și Steve Carlson.
A fost filmat ieftin de Universal folosind mulți dintre actorii săi sub contract, iar lui Matheson i s-a cerut să facă o rescrie a scenariului său pentru a folosi secvențele de luptă din filmul Universal Până în iad și-napoi (To Hell and Back). Când Universal a dorit să adauge scene mai ușoare în scenariul lui Matheson, l-au pus pe Jonathan Daly să scrie o scenă de comedie în care sunt urmăriți de o rață printr-un câmp minat. Filmul a fost lansat ca un lungmetraj dublu cu Rosie! regizat de David Lowell Rich, cu actorii Rosalind Russell⁠(d) și Sandra Dee.

## Premisă
Europa: 1944. Un grup de recruți noi fără experiență este alocat echipei sergentului Cooley pentru a fi trimis în luptă. Inițial speriat, Hacker ajunge să iubească uciderea, dar își pierde și acel sentiment. El este promovat la funcția de caporal și, în cele din urmă, i se oferă propria echipă ca sergent.

## Distribuție
- James Drury - sergentul Horatio Cooley
- Steve Carlson - Hacker (Hackermeyer în roman)
- Jonathan Daly⁠(d) - Guthrie
- Robert Pine - Foley
- Jeff Scott - Cpl. Lippincott
- Michael Stanwood - Riley
- John Alladin - Harris
- Hank Jones - Fairchild
- Tom Nolan - Tremont
- Norman Fell - sergentul Wadley
- Buck Young -  Schumacher
- Kent McCord (ca Kent McWhirther) - locotenent

## Producție
Matheson și-a amintit că, după lansarea romanului său, a primit oferte de la Richard Zanuck⁠(d) (care a renunțat la planurile de a-l filma când tatăl său Darryl F. Zanuck realiza Ziua cea mai lungă) și de la Fred Zinnemann. Zinnemann i-a spus lui Matheson că vrea să facă filmul, dar avea alte câteva proiecte în acel moment; Matheson a refuzat să aștepte și l-a refuzat.